# Persone di cognome Olsen
| Questa pagina contiene informazioni ricavate automaticamente dalle voci biografiche con l'ausilio del template Bio e di un bot. L'aggiornamento è periodico e automatico e ricostruisce completamente la pagina. Se manca una persona in questa lista, sei pregato di non aggiungerla, ma accertati piuttosto che la sua voce biografica contenga il template Bio e che i dati anagrafici siano correttamente compilati. Se il template Bio manca, inseriscilo tu stesso o, in alternativa, metti l'avviso {{tmp\|Bio}} che ne segnala la mancanza. Se i dati riportati sono sbagliati, correggi direttamente la voce biografica; le modifiche saranno visibili in questa lista entro pochi giorni. Per chiarimenti vedi il progetto antroponimi. La lista contiene solo le 98 persone che sono citate nell'enciclopedia e per le quali è stato implementato correttamente il template Bio. Pagina aggiornata al 7 giu 2025. |

Questa è una lista di persone presenti nell'enciclopedia che hanno il cognome Olsen, suddivise per attività principale.

## Allenatori di calcio(10)
- Morten Olsen, allenatore di calcio e ex calciatore danese (Vordingborg, n. 1949)
- Ben Olsen, allenatore di calcio e ex calciatore statunitense (Harrisburg, n. 1977)
- Egil Olsen, allenatore di calcio e ex calciatore norvegese (Fredrikstad, n. 1942)
- Espen Olsen, allenatore di calcio e ex calciatore norvegese (Oslo, n. 1979)
- Jógvan Martin Olsen, allenatore di calcio e ex calciatore faroese (Toftir, n. 1961)
- Kjell Inge Olsen, allenatore di calcio norvegese (n. 1961)
- Lars Olsen, allenatore di calcio, ex calciatore e ex giocatore di calcio a 5 danese (Glostrup, n. 1961)
- Lasse Olsen, allenatore di calcio e ex calciatore norvegese (Oslo, n. 1973)
- Leo Olsen, allenatore di calcio e calciatore norvegese (n. 1981)
- Thor André Olsen, allenatore di calcio e ex calciatore norvegese (Mo i Rana, n. 1964)

## Allenatori di pallacanestro(1)
- Harold Olsen, allenatore di pallacanestro statunitense (Rice Lake, n. 1895 - Evanston, † 1953)

## Arbitri di calcio(1)
- Roy Helge Olsen, ex arbitro di calcio norvegese (Kristiansand, n. 1965)

## Architetti(1)
- Donald Olsen, architetto statunitense (n. 1919 - † 2015)

## Attori(5)
- Christopher Olsen, attore statunitense (Los Angeles, n. 1946)
- Eric Christian Olsen, attore statunitense (Eugene, n. 1977)
- Gary Olsen, attore britannico (Londra, n. 1957 - Melbourne, † 2000)
- Moroni Olsen, attore statunitense (Ogden, n. 1889 - Los Angeles, † 1954)
- Ole Olsen, attore e comico statunitense (Peru, n. 1892 - Albuquerque, † 1963)

## Attrici(1)
- Elizabeth Olsen, attrice statunitense (Los Angeles, n. 1989)

## Attrici pornografiche(1)
- Anya Olsen, attrice pornografica statunitense (Oneonta, n. 1994)

## Bobbisti(1)
- Justin Olsen, bobbista statunitense (Lubbock, n. 1987)

## Calciatori(36)
- Inge André Olsen, ex calciatore norvegese (Arendal, n. 1978)
- Alexander Olsen, calciatore norvegese (Bergen, n. 1899 - Bergen, † 1975)
- Alf Olsen, calciatore danese (Frederiksberg, n. 1893 - Frederiksberg, † 1976)
- Allan Olsen, ex calciatore danese (n. 1956)
- Andreas Olsen, ex calciatore faroese (Leirvík, n. 1987)
- Anton Olsen, calciatore danese (Copenaghen, n. 1889 - Gentofte, † 1972)
- Arild Olsen, ex calciatore norvegese (Bodø, n. 1952)
- Bjarne Olsen, calciatore norvegese (n. 1898 - † 1976)
- Bjørn Martin Olsen, calciatore norvegese (n. 1962 - † 2024)
- Brian Olsen, ex calciatore faroese (n. 1985)
- Bárður Olsen, ex calciatore faroese (Eiði, n. 1985)
- Danny Olsen, calciatore danese (Hvidovre, n. 1985)
- Egil Olsen, calciatore norvegese (Drammen, n. 1948 - Rælingen, † 2018)
- Eyðfinn Olsen, ex calciatore faroese (n. 1963)
- Frode Olsen, ex calciatore norvegese (Stavanger, n. 1967)
- Ingolf Olsen, calciatore norvegese (n. 1907 - † 1938)
- Jan Erik Olsen, ex calciatore norvegese (Halden, n. 1956)
- Jesper Olsen, ex calciatore danese (Fakse, n. 1961)
- John Olsen, calciatore norvegese (n. 1928 - † 2001)
- Klæmint Olsen, calciatore faroese (Runavík, n. 1990)
- Matti Olsen, calciatore danese (Copenaghen, n. 1995)
- Meinhard Olsen, calciatore faroese (Tórshavn, n. 1997)
- Odd Inge Olsen, ex calciatore norvegese (Hitra, n. 1969)
- Ole Kristian Olsen, ex calciatore norvegese (Mjøndalen, n. 1950)
- Oliver Olsen, calciatore danese (Ribe, n. 2000)
- Patrick Olsen, calciatore danese (Tårnby, n. 1994)
- Reidar Olsen, calciatore norvegese (Fredrikstad, n. 1910 - † 1997)
- Robin Olsen, calciatore svedese (Malmö, n. 1990)
- Svein Bjørn Olsen, calciatore norvegese (Sandefjord, n. 1945 - Sandefjord, † 1998)
- Sverre Olsen, calciatore norvegese (Oslo, n. 1928 - Nøtterøy, † 2020)
- Súni Olsen, ex calciatore faroese (Gøta, n. 1981)
- Terje Olsen, ex calciatore norvegese (n. 1970)
- Terje Olsen, ex calciatore norvegese (n. 1950)
- Thorleif Olsen, calciatore norvegese (Oslo, n. 1921 - Oslo, † 1996)
- Trond Olsen, ex calciatore norvegese (Lyngen, n. 1984)
- Willy Olsen, calciatore norvegese (Fredrikstad, n. 1921 - † 1995)

## Canottieri(1)
- Richard Olsen, canottiere danese (Sorø, n. 1911 - Sorø, † 1956)

## Cantautori(1)
- Allan Olsen, cantautore danese (n. 1956)

## Cantautrici(1)
- Angel Olsen, cantautrice statunitense (Saint Louis, n. 1987)

## Cestisti(1)
- Ron Olsen, ex cestista statunitense

## Combinatisti nordici(1)
- Ivar Olsen, ex combinatista nordico norvegese (n. 1960)

## Disc jockey(1)
- Tommy Trash, disc jockey australiano (Queensland, n. 1987)

## Fotografi(1)
- Einar Olsen, fotografo danese (Copenaghen, n. 1886 - † 1966)

## Ginnaste(1)
- Shallon Olsen, ginnasta canadese (Vancouver, n. 2000)

## Ginnasti(4)
- Einar Olsen, ginnasta danese (Vig, n. 1893 - Grevinge, † 1949)
- Frithjof Olsen, ginnasta norvegese (Drammen, n. 1882 - Oslo, † 1922)
- Oliver Olsen, ginnasta e multiplista statunitense
- Steen Lerche Olsen, ginnasta danese (Copenaghen, n. 1886 - Copenaghen, † 1960)

## Giocatori di football americano(2)
- Greg Olsen, ex giocatore di football americano statunitense (Paterson, n. 1985)
- Merlin Olsen, giocatore di football americano e attore statunitense (Logan, n. 1940 - Duarte, † 2010)

## Imprenditori(1)
- Gregory Olsen, imprenditore e ingegnere statunitense (New York, n. 1945)

## Ingegneri(1)
- Ken Olsen, ingegnere statunitense (Bridgeport, n. 1926 - † 2011)

## Musicisti(2)
- Ole Olsen, musicista norvegese (Hammerfest, n. 1850 - Oslo, † 1927)
- Todd Terje, musicista e disc jockey norvegese (Mjøndalen, n. 1981)

## Navigatori(1)
- Ludwig Andreas Olsen, marinaio e militare norvegese (Oslo, n. 1845 - † 1886)

## Nuotatori(1)
- Jon Olsen, ex nuotatore statunitense (Jonesboro, n. 1969)

## Nuotatrici(2)
- Agnete Olsen, nuotatrice danese (Copenaghen, n. 1909 - Comune di Roskilde, † 1997)
- Rigmor Olsen, nuotatrice danese (Frederiksberg, n. 1907 - Comune di Roskilde, † 1994)

## Pallamanisti(1)
- Morten Olsen, pallamanista danese (Osted, n. 1984)

## Pallavolisti(1)
- Jace Olsen, pallavolista statunitense (Chandler, n. 1992)

## Pattinatori di velocità su ghiaccio(1)
- Oskar Olsen, pattinatore di velocità su ghiaccio norvegese (n. 1897 - † 1956)

## Pesisti(1)
- Joachim Olsen, ex pesista, ex discobolo e politico danese (Aalborg, n. 1977)

## Pistard(1)
- Reno Olsen, ex pistard danese (Roskilde, n. 1947)

## Pittori(1)
- John Olsen, pittore e viaggiatore australiano (Newcastle, n. 1928 - Bowral, † 2023)

## Produttori discografici(1)
- Keith Olsen, produttore discografico statunitense (Sioux Falls, n. 1945 - Genoa, † 2020)

## Sceneggiatori(1)
- Dana Olsen, sceneggiatore e produttore televisivo statunitense

## Schermitrici(1)
- Grete Olsen, schermitrice danese (Copenaghen, n. 1912 - † 2010)

## Sciatori alpini(1)
- Jørn Lunn Olsen, ex sciatore alpino norvegese (n. 1992)

## Scrittori(1)
- T. V. Olsen, scrittore statunitense (Rhinelander, n. 1932 - Rhinelander, † 1993)

## Sollevatori(1)
- Svend Olsen, sollevatore danese (Lodbjerg, n. 1908 - Hundested, † 1980)

## Stiliste(1)
- Mary-Kate e Ashley Olsen, stilista e imprenditrice statunitense (Los Angeles, n. 1986)

## Taekwondoka(1)
- Frederik Emil Olsen, taekwondoka svedese (Copenaghen, n. 2002)

## Tenori(1)
- Stanford Olsen, tenore statunitense (Utah, n. 1960)

## Tiratori a segno(1)
- Otto Olsen, tiratore a segno norvegese (Østre Aker, n. 1884 - Oslo, † 1953)

## Tiratori di fune(1)
- Oscar Olsen, tiratore di fune e sollevatore statunitense (Oslo, n. 1875 - Chicago, † 1962)

## Violinisti(1)
- Carl Gustav Sparre Olsen, violinista e compositore norvegese (Stavanger, n. 1903 - Lillehammer, † 1984)

## Senza attività specificata(1)
- Regine Olsen, danese (Frederiksberg, n. 1822 - Frederiksberg, † 1904)